# Craig A. Franklin

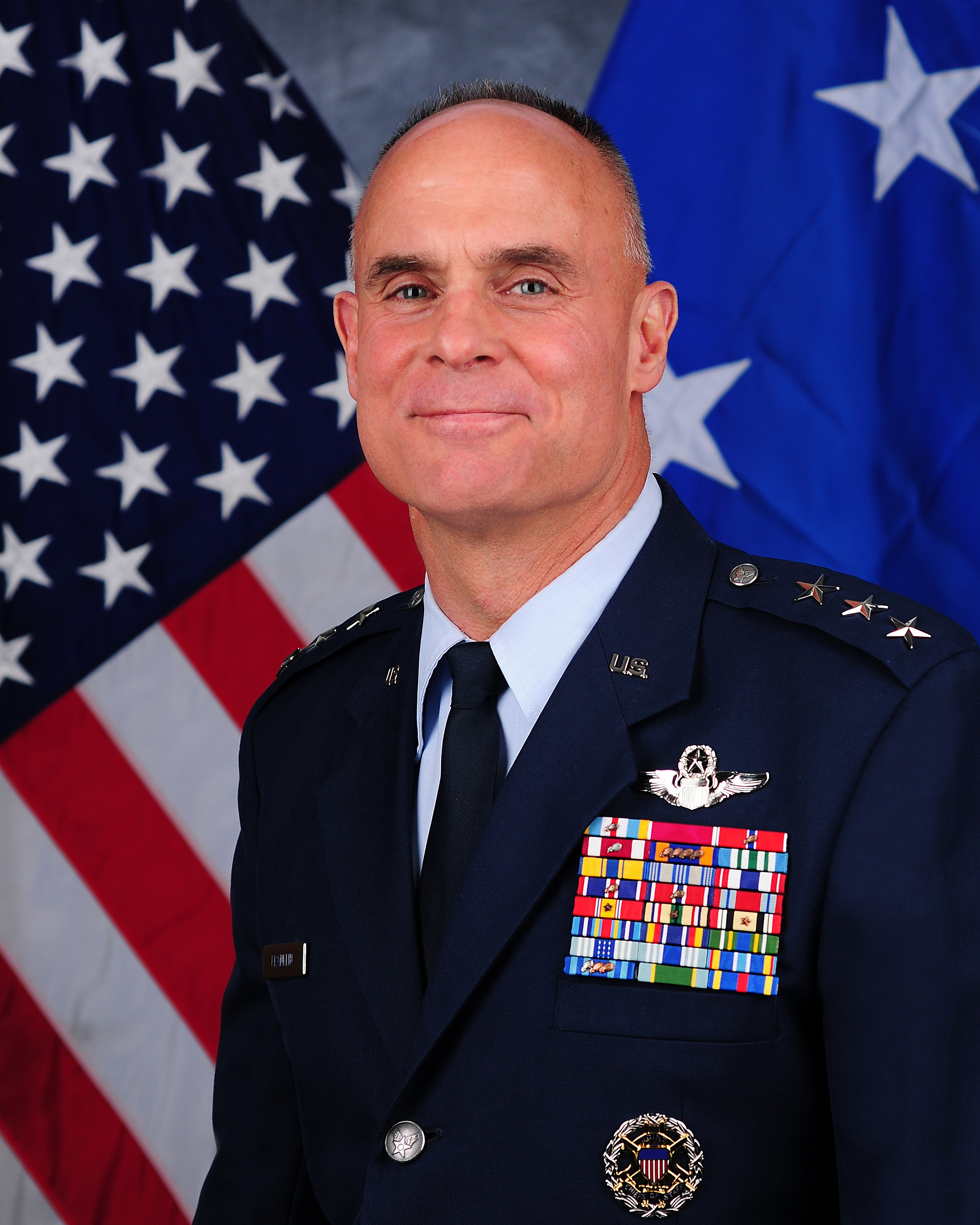
Craig A. Franklin (2012)

Craig A. Franklin (* um 1959) ist ein pensionierter Generalmajor der United States Air Force. Er war unter anderem Kommandeur der 3. Luftflotte und wurde bei seiner Pensionierung vom Generalleutnant zum Generalmajor zurückversetzt.
Im Jahr 1981 absolvierte er die United States Air Force Academy in Colorado Springs. Nach seiner Graduation wurde er als Leutnant in das Offizierskorps der Air Force aufgenommen. In der Folge durchlief er alle Offiziersgrade vom Leutnant bis zum Drei-Sterne-General.
Im Lauf seiner militärischen Karriere absolvierte er verschiedene Kurse und Schulungen. Dazu gehörten unter anderem eine Ausbildung zum Kampfpiloten und weitere Fortbildungskurse als Pilot neuer Flugzeugtypen; die U.S. Air Force Weapons School auf der Nellis Air Force Base in Nevada; die Embry-Riddle Aeronautical University; das Air Command and Staff College auf der Maxwell Air Force Base in Alabama und das Industrial College of the Armed Forces das zur National Defense University gehört und sich in Fort Lesley J. McNair in Washington, D.C. befindet.
In seinen frühen Jahren als Offizier der Luftwaffe war er an verschiedenen Stützpunkten stationiert. Dabei war er als Pilot, Flugausbilder oder Stabsoffizier bei unterschiedlichen Einheiten tätig. Dazwischen absolvierte er die erwähnten Schulungen. Zwischen Juli 1983 und Juli 1986 war er in Deutschland auf der Hahn Air Base stationiert. Dort war er Pilot von F16-Maschinen. Anschließend setzte er seine Laufbahn in den Vereinigten Staaten fort.
Zwischen Juli 1999 und Juli 2000 führte ihn eine weitere Auslandsversetzung zur Kunsan Air Base in Südkorea. Dort war er als Oberstleutnant Stabsoffizier (Deputy Operations Group Commander) bei der 8th Operations Group. Daran schloss sich bis zum Juli 2001 sein Studium am Industrial College of the Armed Forces an. Anschließend kommandierte er bis zum Juni 2003 auf der Nellis AFB die 53rd Test and Evaluation Group. Es folgte eine Versetzung zur Eglin Air Force Base in Florida. Zwischen Juni 2003 und Juni 2004 kommandierte Craig Franklin dort das 53. Geschwader (53rd Wing).
Sein nächster Auftrag führte ihn zum Stab des Joint Force Command Norfolk in Norfolk in Virginia, dem er bis zum August 2005 als executive assistant to the Commander angehörte. Zwischen August 2005 und Mai 2007 gehörte er dann zum Stab des Vice Chairman of the Joint Chiefs of Staff. Es folgte eine Versetzung nach Italien zur Aviano Air Base. Dort kommandierte er zwischen Juni 2007 und Juli 2009 das 31. Kampfgeschwader (31st Fighter Wing).
Franklins anschließende Mission führte ihn in den Irak. Auf der dortigen Balad Air Base kommandierte er zwischen Juli 2009 und November 2010 das 332. Expeditionsgeschwader (332nd Air Expeditionary Wing). Danach kehrte er zum Stab der Joint Chiefs of Staff  in Washington, D.C. zurück. Dort bekleidete er zwischen November 2010 und März 2012 das Amt des Vice Director, Joint Staff. Am 30. März 2012 übernahm er auf der Ramstein Air Base in Deutschland als Nachfolger von Frank Gorenc das Kommando über die 3. Luftflotte. Gleichzeitig kommandierte er die ebenfalls dort ansässige 17. Expeditions-Luftflotte (17th Expeditionary Air Force). Er geriet in die Schlagzeilen, weil er einen Fall von sexuellem Übergriff im Februar 2013 nicht weiterverfolgte. Der Druck auf ihn wurde immer größer und er entschloss sich zum 31. Januar 2014 in den Ruhestand zu treten. Da er zu diesem Zeitpunkt noch nicht lange genug den Rang eines Generalleutnants innehatte, um als solcher pensioniert zu werden, wurde er zum Generalmajor zurückgestuft und als solcher pensioniert.
Nach seiner Pensionierung wurde Craig Franklin Vizepräsident zweier auf dem Verteidigungssektor tätigen Firmen. Danach wurde er Berater in Verteidigungsangelegenheiten (defense consultant). Außerdem ist er Vorstandsvorsitzender der Firma Sonny James Equine Ministries in Fort Worth in Texas.
Während seiner aktiven Zeit als Militärpilot absolvierte er über 3900 Flugstunden auf verschiedenen Flugzeugtypen.

## Daten der Beförderungen
| Abzeichen | Rang               | Jahr                                              |
| --------- | ------------------ | ------------------------------------------------- |
|           | Second Lieutenant  | 27. Mai 1981                                      |
|           | First Lieutenant   | 27. Mai 1983                                      |
|           | Captain            | 27. Mai 1985                                      |
|           | Major              | 1. Oktober 1993                                   |
|           | Lieutenant Colonel | 1. Januar 1998                                    |
|           | Colonel            | 1. April 2001                                     |
|           | Brigadier General  | 21. September 2007                                |
|           | Major General      | 18. Juni 2010                                     |
|           | Lieutenant General | 30. März 2012 (im Januar 2014 rückgängig gemacht) |

## Orden und Auszeichnungen
Craig Franklin erhielt im Lauf seiner militärischen Laufbahn unter anderem folgende Auszeichnungen:
- Air Force Distinguished Service Medal
- Defense Superior Service Medal
- Legion of Merit
- Bronze Star Medal
- Air Medal
- Meritorious Service Medal
- Joint Service Commendation Medal
- Air Force Commendation Medal
- Air Force Achievement Medal